# Ipomoea indivisa
Ipomoea indivisa là một loài thực vật có hoa trong họ Bìm bìm. Loài này được (Vell.) Hallier f. mô tả khoa học đầu tiên năm 1922.